# Paal Harbour
Der Paal Harbour (auch bekannt als Pål Harbour) ist eine Bucht an der Ostküste von Signy Island im Archipel der Südlichen Orkneyinseln. Sie liegt 800 m südlich der Borge Bay.
Der Name der Bucht ist auf Kartenmaterial zu finden, das im Zuge der zwischen 1912 und 1913 vom norwegischen Walfängerkapitän Petter Sørlle durchgeführten Vermessungsarbeiten entstand. Namensgeber ist vermutlich der norwegische Walfänger Paal, der zur selben Zeit in den Gewässern um die Südlichen Orkneyinseln operierte.